# États malais fédérés
1er juillet 1896 – 1946
Entités précédentes :
- Selangor
- Perak
- Negeri Sembilan
- Pahang

Entités suivantes :
- Union malaise

Les États malais fédérés était une fédération de quatre États qui exista dans la péninsule Malaise entre 1896 et 1946 au sein de la Malaisie britannique.
La fédération fut établie le 1er juillet 1896 par le Royaume-Uni et était constituée des États de Selangor, Perak, Negeri Sembilan et Pahang. Elle perdura jusqu'en 1946, date à laquelle elle fut unie aux établissements des détroits et au reste de la péninsule pour former la brève Union malaise.